# Жанабирлик (Акмолинская область)
Красный Флаг ) — село в Акмолинский  район Акмолинской области Казахстана. Входит в состав Акмолинский сельский округ. Код КАТО — 113630200.

## География
Село расположено на правом берегу реки Ишим, в центральной части района, на расстоянии примерно 5 километров от административного центра района и сельского округа — села Астраханка.
Абсолютная высота — 287 метров над уровнем моря.
Ближайшие населённые пункты: село Астраханка — на востоке, село Шиликты — на юго-западе, село Таволжанка — на западе.
Севернее села проходит внутрипоселковая дорога, связывающая село Астраханку со станцией Колутон.

## Население
В 1989 году население села составляло 156 человек (из них казахи — основное население).
В 1999 году население села составляло 139 человек (69 мужчин и 70 женщин). По данным переписи 2009 года, в селе проживало 97 человек (47 мужчин и 50 женщин).
| Численность населения | Численность населения | Численность населения |
| 1989                  | 1999                  | 2009                  |
| --------------------- | --------------------- | --------------------- |
| 156                   | ↘139                  | ↘97                   |

## Улицы
- ул. Женис